# 白倉敬彦
白倉 敬彦（しらくら よしひこ、1940年 - 2014年10月4日）は、日本の民俗学者、浮世絵研究家、文筆家。とくに春画の発掘と研究で知られる。

## 来歴
北海道空知郡北村（現・岩見沢市）に生まれる。早稲田大学文学部を中退した。現代美術のプロデュースを始め、広く美術の企画・編集に従事する。国際浮世絵学会常任理事。2000年の『浮世絵春画を読む』以来、田中優子との協同作業で春画や近世遊里に関する著作が多い。田中の『芸者と遊び』は田中著となっているが、中に、半分は白倉が書いた、とある。1999年の田中の著書『張形　江戸をんなの性』でも資料蒐集など協力し、田中が共著を申し出たが固辞されたという。
『浮世絵春画を読む』で、タイモン・スクリーチの説に反論し「春画はポルノグラフィーではなく、純粋な芸術として評価すべき」と主張したが、ポルノグラフィーの定義が曖昧だと批判を受け、次の『江戸の春画』では、ポルノグラフィーかどうかには興味がない、と書いた。
1994年に開催された米インディアナ大学でのシンポジウムを企画。
2007年9月8日に放送された『タモリ倶楽部』（「家康もビックリ！庶民はお盛んだった！！江戸人の夜のしきたり」）に出演した。2013年10月から開催され世界中を巡回した大英博物館の春画展にも協力。
2014年で小細胞肺がんで死去した。享年75。

## 単著
- 『江戸の春画 それはポルノだったのか』洋泉社,新書y 2002　のち歴史新書ｙ
- 『江戸の吉原 廓遊び』学習研究社 2002　「吉原ものがたり」M文庫
- 『春画で読む江戸の色恋 愛のむつごと「四十八手」の世界』洋泉社, 2003
- 『喜多川歌麿 世界が賞賛した〈エロスと色彩〉の魔術師』洋泉社,Color新書y 2004
- 『江戸の男色 上方・江戸の「売色風俗」の盛衰』洋泉社,新書y 2005
- 『春画で読む江戸の性愛 老人・子どもの視線から』洋泉社 2006
- 『夢の漂流物 私の70年代』みすず書房 2006
- 『春画と江戸風俗』ソフトバンククリエイティブ 2007
- 『絵入春画艶本目録』平凡社 2007
- 『江戸の旬・旨い物尽し』学研新書 2008
- 『口説きの四十八手 春画を読む』平凡社新書 2009
- 『恋のむつごと四十八手 春画を読む』2010　平凡社新書
- 『春画読本 「書入れ」に見る男と女の色模様』池田書店　2010
- 『春画にみる江戸の性戯考』学研パブリッシング 2010
- 『吉原ものがたり 花魁はどこからやって来たのか』2010　学研M文庫
- 『奇想の春画』洋泉社 2012
- 『春画にみる色恋の場所』学研新書 2012
- 『あなたの知らない「春画」の秘密』洋泉社 歴史新書　2014
- 『春画と人びと 描いた人・観た人・広めた人』青土社 2014

## 共著・編著
- 『浮世絵春画を読む』田中優子・早川聞多・三橋修・佐伯順子共著 中公叢書 2000 のち文庫
- 『江戸女の色と恋 若衆好み』田中優子共著 学習研究社 2002
- 『春画 秘めたる笑いの世界 ヘルシンキ市立美術館/浮世絵春画展』早川聞多共編 洋泉社 2003
- 『色好み江戸の歳時記』上村久留美共著 学習研究社 2004
- 『春画と肉筆浮世絵』小林忠共編　洋泉社 2006
- 『芸者と遊び』田中優子 学研新書、2007
- 『浮世絵を知りたい。 世界に誇る"江戸のイラストレーション"のすべて』監修・編　学研パブリッシング 2012
- 『別冊太陽スペシャル　国芳の春画』平凡社、2012